# Talpijjot
Talpijjot (hebr. תלפיות) – osiedle mieszkaniowe w Jerozolimie w Izraelu, znajdujące się na terenie Zachodniej Jerozolimy.

## Położenie
Osiedle leży w południowej części miasta. Na południu znajduje się kibuc Ramat Rachel, na zachodzie osiedle Mekor Chajjim, na północy osiedle Ge’ulim, a na wschodzie osiedla Arnona i Wschodni Talpijjot.

## Historia
Osiedle zostało założone w 1922 przez żydowskich imigrantów, będących członkami ruchu syjonistycznego. Podczas arabskich rozruchów w 1929 osiedle zostało ewakuowane, jednak po uspokojeniu się sytuacji, mieszkańcy powrócili do swoich domów.
Podczas wojny domowej w Mandacie Palestyny osiedle Talpijjot zostało całkowicie odcięte od pozostałej żydowskiej części miasta. Dostawy z zaopatrzeniem i żywnością miały duże trudności z dotarciem do tej całkowicie odizolowanej żydowskiej enklawy. O północy 14 maja 1948, brytyjskie władze mandatowe ogłosiły zakończenie sprawowania władzy wojskowej i administracyjnej w Jerozolimie. Rano Brytyjczycy zorganizowali dwa konwoje i ewakuowali swoich żołnierzy. Jeden konwój pojechał w stronę Hajfy, natomiast drugi skierował się do Betlejem. Brytyjczycy przedstawili Żydom harmonogram ewakuacji, co pozwoliło na wcześniejsze zaplanowanie operacji. Natychmiast po ich wyjechaniu z miasta, żydowskie organizacje paramilitarne Hagana, Irgun i Lechi rozpoczęły wspólną operację Kilszon. Bardzo szybko opanowano tereny na północ i zachód od osiedla Talpijjot, tworząc jednolitą linię frontu i zabezpieczając linie komunikacyjne w tej części miasta. Jednak największym osiągnięciem było zajęcie opuszczonej brytyjskiej bazy wojskowej w Talpijjot, nazywanej bazą Mahane Allenby. Było to jedno z najważniejszych strategicznie miejsc zajętych podczas całej operacji.
W wyniku wojny o niepodległość w 1948, osiedle znajdowało się na samej granicy z Transjordanią. Podczas wojny sześciodniowej w 1967 całą okolicę opanowały wojska izraelskie. W następnych latach rozpoczęto rozbudowę osiedla, tworząc między innymi dużą strefę przemysłową.